# Søren Jessen-Petersen
Søren Jessen-Petersen (født 1945 i Nørresundby) er en dansk diplomat.

## SRSG i Kosovo 2004-2006
Han var SRSG, Special Representative of the UN Secretary-General (Særlig Repræsentant for FN's Generalsekretær), dvs. det internationale samfunds øverste repræsentant og overordnede myndighed i Kosovo, fra 16. juni 2004 til slutningen af juni 2006, hvor hans kontrakt udløb.
Han efterfulgte Harri Holkeri (Finland), der måtte træde tilbage på grund af dårligt helbred, og blev selv efterfulgt af Joachim Rücker (Tyskland). 

## Uddannelse
Søren Jessen-Petersen er uddannet som jurist og har haft journalistiske opgaver.

## Internationalt diplomatisk arbejde; i mange år i UNHCR
Søren Jessen-Petersen har mange års diplomatisk tjeneste bag sig. Han har arbejdet for UNHCR (The UN Refugee Agency), hvor han sidst var Assisterende Højkommissær. Han har haft forskellige betydningsfulde arbejdsopgaver på Balkan, og han har bestridt internationale positioner i Sarajevo i Bosnien-Hercegovina og – umiddelbart før udnævnelsen til SRSG – i Skopje i Makedonien for EU. 
I sommeren 2005 kandiderede han til posten som Højkommissær for UNHCR efter Ruud Lubbers fra Kongeriget Nederlandene; i stedet valgtes António Guterres fra Portugal.